# Archie Andrews
Archibald «Archie» Andrews es un personaje ficticio creado por John L. Goldwater, Bob Montana y Vic Bloom, para los cómic publicados por Archie Comics. Apareció por primera vez en Pep Comics #22 de 1941.

## Biografía
Archibald «Archie» Andrews debutó en el número 22 de Pep Comics (fecha de portada: diciembre de 1941). Él es el único hijo de Mary y Fred Andrews. Su padre trabaja como ejecutivo de negocios de nivel medio. Su vida anterior se revela en las historias de «Little Archie» cuando tuvo un perro llamado Spotty. Archie vive en Riverdale, donde asiste a la secundaria Riverdale.
Él es un típico adolescente de pueblo pequeño. Su enamoramiento principal es Veronica Lodge, pero también tuvo una relación con Betty Cooper, formando el triángulo amoroso que maneja muchas de las líneas argumentales del cómic. Él tiene las mejores intenciones, pero a menudo entra en conflicto con el padre rico de Verónica, Hiram Lodge, y el director de la Secundaria Riverdale, Waldo Weatherbee. Como el cantante principal de The Archies, Archie se presenta con Betty y Veronica, así como con su amigo Reggie Mantle, quien lucha contra él por el corazón de Veronica, y su mejor amigo Jughead Jones.
Mary y Fred Andrews son de origen escocés. El abuelo paterno de Archie, Andy Andrews, emigró a los Estados Unidos desde Escocia y se hizo amigo del antepasado ruso de Moose Mason, que había emigrado al mismo tiempo. Archie ha sido representado usando la falda escocesa tradicional de sus antepasados y tocando la gaita (pero no muy bien).
La serie de cómics Little Archie, publicada desde 1956 hasta mediados de la década de 1990, narra las aventuras del preadolescente Archie y sus amigos mientras estaba en la escuela primaria.
El resurgimiento de 2010 de la serie Life with Archie narra dos historias paralelas alternativas en las que Archie se casa con Veronica y Betty.

## Relaciones

### Vida amorosa
El triángulo amoroso entre Veronica, Archie y Betty se convirtió en el sello distintivo de las historias de Archie desde que el personaje fue creado hace más de 70 años. En el debut de Archie, cuando fue apodado Chick, estaba tratando de impresionar a Betty Cooper. Sin embargo, cuando Veronica Lodge se mudó a Riverdale, él cambió su atención hacia ella, haciendo que Betty se enojara y sintiera celos. Ella comenzó a competir con Veronica por su afecto.
El problema es que Archie tenía sentimientos hacia ambas. Él y Betty salen con frecuencia, y él siempre puede contar con Veronica para levantar su ego colmándolo de afecto. Verónica ama a Archie, pero a menudo la toma por sentada. A menudo piensa en ella más como una amiga cercana y confidente; le gusta que pueda usarla como respaldo cuando no tiene una cita con Betty.
No le gusta cuando Betty sale con otros chicos, queriendo que ella esté disponible como su segunda opción. Ahora que Betty va de forma esporádica con Jason Blossom y Adam Chisholm, Archie muestra un poco de celos. Archie está casado con Betty en la serie Archie Marries Betty: Life With Archie y está casado con Veronica en la serie Archie Marries Veronica: Life with Archie.
Archie considera que Betty es su novia. Archie siempre está luchando por su afecto con su rival, Reggie Mantle, y ocasionalmente con otros chicos. Veronica hace que Archie adivine, sin dejar que él la dé por sentada. Betty, por otro lado, claramente le deja a Archie saber que ella lo adora. Con Veronica jugando duro y Betty jugando fácil, Archie lucha para mantener a Betty, sabiendo que Veronica siempre estará disponible para él.
Un tercer interés amoroso es una chica pelirroja rica llamada Cheryl Blossom. Al principio, se la consideró demasiado sexual y un poco promiscua y la sacaron de la serie, pero debido a su popularidad, regresó a Love Showdown, una miniserie de cuatro partes en la que Archie intenta tomar una decisión entre Cheryl, Betty y Veronica. A pesar de los esfuerzos tanto de Cheryl como de Veronica, sorprendentemente eligió a Betty, para su deleite.
El 15 de mayo de 2009, Archie Comics anunció que Archie finalmente elegiría a una de las chicas para casarse, en un arco de historia en Archie #600-606 (agosto de 2009 - febrero de 2010). Sin embargo, Archie Comics reveló públicamente que se trataba de una secuencia de sueños para mostrar dos futuros posibles: uno donde Archie se casa con Veronica (números 600-602) y el otro con Betty (603-605). En ambos, él tiene gemelos: un niño también llamado Archie que se parece a él, y una niña que se le parece a la chica con la que se casó. El número 606 fue un epílogo de Archie Marries Veronica/Archie Marries Betty que vuelve al antiguo formato de los cómics.
En Archie #608 (mayo de 2010), Archie comenzó una relación con Valerie Brown, convirtiéndose en la primera novia descendiente de africanos de Archie. The Archies y Josie and the Pussycats estaban de gira juntos y, mientras ensayaban, Archie y Valerie se enamoraron secretamente mientras co-escribían la canción «More Than Words» que describía sus sentimientos. El número 609 reveló que esta relación se había filtrado al conocimiento común para el final de la gira. Archie y Valerie se vieron obligados a separarse cuando las Pussycats recorrían Europa sin The Archies, pero esperaban mantener su relación. En el cómic Archie Marries Valerie, Valerie está esperando un bebé con Archie, a quien llaman Star.

### Amistades

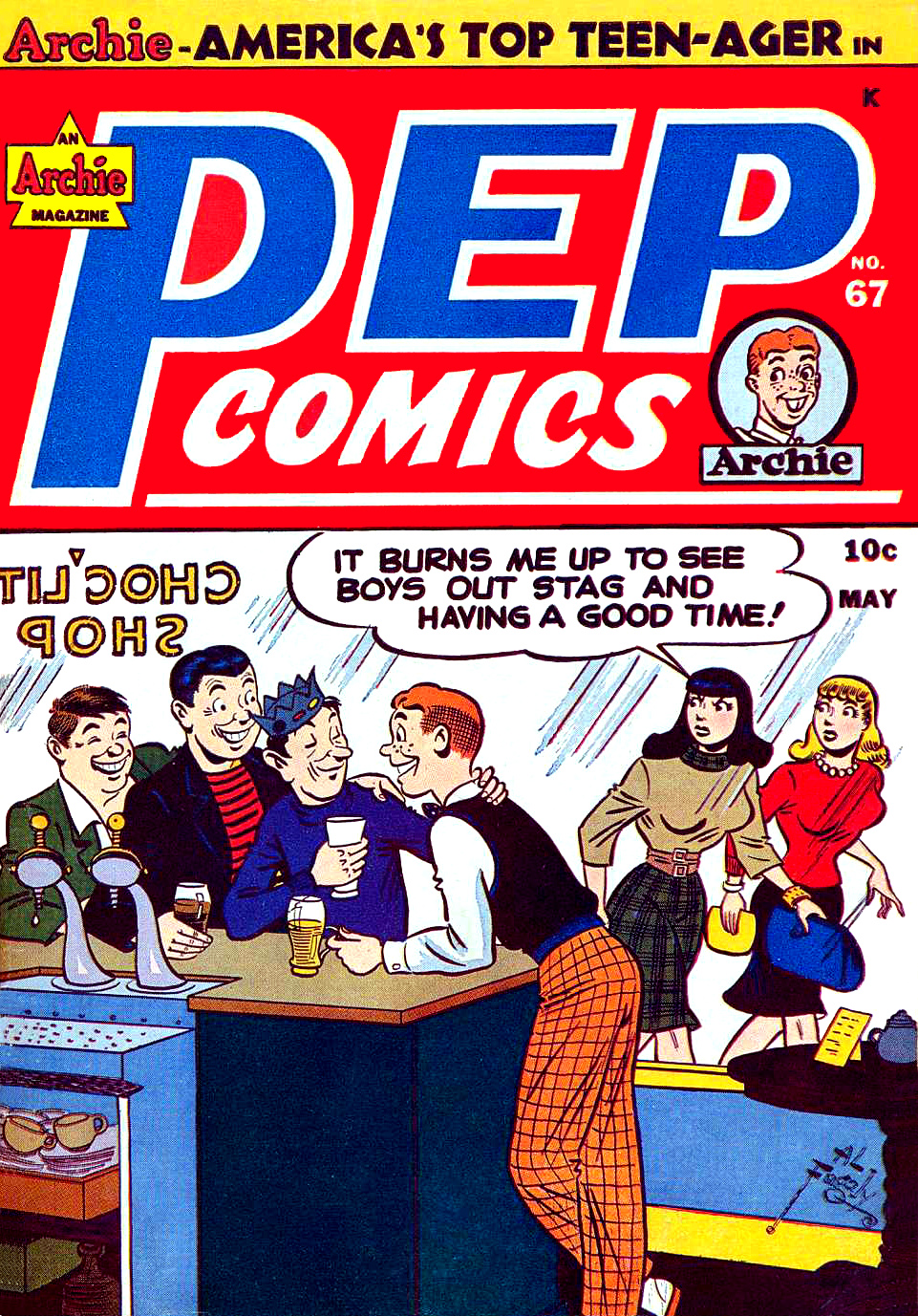
Archie y la pandilla en la portada de Pep número 67 (mayo de 1948).

Jughead Jones ha sido el mejor amigo de Archie desde la infancia. Cuando Jughead llegó por primera vez a Riverdale, estaba de mal humor y tendía a apartar a Archie. Sin embargo, Archie, de buen corazón, trató de animar a Jughead y los dos han sido inseparables desde entonces. Jughead usa un gorro improvisado y una expresión inescrutable, de párpados cerrados. A menudo Jughead tiene que ayudar a Archie a salir de una situación complicada. Jughead generalmente sabe cuándo las ideas de Archie no funcionarán, pero es impotente para evitar involucrarse.
Reggie Mantle es el constante rival romántico y atlético de Archie. Cada uno a menudo intenta separar al otro de Veronica, ocasionalmente exhibiendo violencia física, y ambos han ganado la parte justa de los golpes entre ellos. Reggie aprovecha cada oportunidad para jugar bromas pesadas a Archie y hacer chistes cínicos. Sin embargo, a menudo se muestra a Reggie como un amigo de Archie a pesar de su arrogancia y naturaleza competitiva, y a menudo se los ve juntos practicando atletismo o buscando citas.
Los otros amigos de Archie incluyen a Dilton Doiley, el genio local que hace que Archie entre y salga de problemas a través de sus experimentos e inventos; Moose Mason, el tonto pero simpático atleta estrella de la Secundaria Riverdale que a menudo es compañero de equipo de Archie; Chuck Clayton, otro de los compañeros de equipo de Archie que originalmente era tímido y solitario, pero salió de su caparazón cuando Archie se hizo amigo de él; las amigas de Moose y Chuck, Midge Klump y Nancy Woods, dos de las pocas chicas atractivas de las que Archie no se enamora; y Ethel Muggs, una chica con un gran enamoramiento hacia Jughead, que a menudo se gana el corazón con el uso de galletas recién horneadas.

## Intereses

### Deportes
Fuera de las citas, Archie disfruta mucho los deportes. Él juega béisbol, baloncesto y fútbol americano para los equipos de la Secundaria Riverdale. Aunque a menudo no es tan buen atleta como Moose Mason, Chuck Clayton o Reggie Mantle, demuestra ser un miembro valioso del equipo de la escuela. Los entrenadores Kleats y Clayton lo valoran tanto por sus habilidades atléticas como por su espíritu de equipo. Sin embargo, las habilidades atléticas de Archie varían de una historia a otra, debido a su torpeza frecuente. También tiene una tendencia a prestar más atención a las porristas que a su juego. Por esta razón, el entrenador Kleats a menudo trata de evitar recurrir al uso de Archie en un juego.

### El coche de Archie
Los automóviles son uno de los pasatiempos de Archie, y le apasiona su automóvil. Durante décadas, se le mostró conduciendo un Ford T de 1916 llamado «Betsy». En Archie double digest #192, se dice que es un modelo A. En una historia, describió que era un «Ford, Chevy, Plymouth, Pierce-Arrow, Packard, DeSoto, Hudson...» y explicó que su carro era «una colección de piezas de repuesto de varios depósitos de chatarra», algunos de los cuales datan de 1926.
El auto de Archie fue destruido permanentemente en el número #238 de Life With Archie, que se publicó en 1983. En los cómics más nuevos, maneja un Ford Mustang de mediados de la década de 1960, que es más contemporáneo en apariencia, pero aún no confiable y propenso a averías. Archie Digest 239, publicado en octubre de 2007, incluyó una nueva historia en la que el Sr. Lodge poseía un automóvil antiguo que tenía un gran parecido con el de Archie. La historia contó con el abuelo de Archie que, cuando era adolescente, se veía y vestía como Archie de la década de 1940. Resultó ser el dueño del mismo auto que el Sr. Lodge ahora poseía.

### The Archies
The Archies es una banda de garaje que está integrada por Archie (voz principal y guitarra solista), Reggie (bajista o guitarrista), Veronica (voz y teclados), Betty (voz y pandereta) y Jughead (batería). Archie fundó el grupo. Aunque no es tan famosa como Josie and the Pussycats, la banda toca numerosos conciertos y tiene cierta notoriedad. En la serie Little Archies, la banda comienza a formarse, aunque Archie, Betty, Jughead, Reggie y Veronica comienzan a tocar diferentes tipos de canciones.

## Muerte
72 años después de la primera aparición del personaje, en abril de 2014, Archie Comics anunció que Archie adulto sería asesinado en el número de julio de 2014 (#36) de Life with Archie, mientras que el adolescente Archie continuaría en el otro cómic de Archie. Archie muere cuando recibe un disparo en el estómago mientras salva a su amigo, el senador Kevin Keller. La historia está escrita para terminar ambas líneas argumentales, sin comprometerse con la chica con la que se casó Archie, y contiene varias escenas retrospectivas de Little Archie days. El último número (#37) se establece un año después de la muerte de Archie. Todos sus amigos lo conmemoran y la Secundaria Riverdale ahora oficialmente se llama Secundaria Archie Andrews, en su honor. La historia termina con Jughead, propietario de Choklit Shop, sirviendo un helado a tres niños que se parecen a los pequeños Archie, Betty y Veronica.

En Riverdale, mientras los personajes están en un universo alterno, "Rivervale", Cheryl realiza un ritual para que sus arces prosperen y que Rivervale tenga un año abundante, entonces se debe hacer un sacrificio. Cheryl  apuñala a Archie y le arranca el corazón como sacrificio a la Doncella de Arce y explica que la sangre de Archie es lo que devolverá a la ciudad a su gloria, ya que tiene la distinción de ser el único corazón verdadero y puro de la ciudad. En otra línea de tiempo, dentro de "Rivervale", Archie se revela como un asesino en serie porque Betty le dispara a en la parte posterior de la cabeza, matándolo.  
En el capítulo "Capítulo ciento trece: Bíblico", Archie es una de la víctimas de las muertes de los primogénitos ocasional por Percival Pickens, pero es revivido por Cheryl. 
En la línea del 1955, Betty revela que Archie murió de vejez y fue enterrado en Riverdale junto a su padre.

## Otras multimedias

### Radio

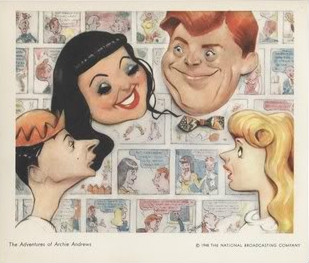
Archie y el elenco: The Adventures of Archie Andrews, 1947.

Los personajes se escucharon en la radio a principios de la década de 1940. Archie Andrews comenzó en la NBC Blue Network el 31 de mayo de 1943, cambió a Mutual en 1944, y luego continuó en la radio NBC desde 1945 hasta el 5 de septiembre de 1953. El locutor original del programa fue Kenneth Banghart, más tarde sucedido por Bob Shepard (durante la temporada 1947-1948, cuando Swift and Company patrocinó el programa) y Dick Dudley. Archie fue interpretado por primera vez por Charles Mullen (1943-1944), Jack Grimes (1944) y Burt Boyar (1945), con Bob Hastings (1945-1953) como el personaje principal durante los años de la NBC. Jughead fue retratado por Hal Stone, Cameron Andrews y más tarde por Arnold Stang. Stone luego escribió sobre su carrera en la radio en su autobiografía, Relax... Archie! Re-laxx! (2003). Durante la carrera de NBC, Rosemary Rice interpretó a Betty, Gloria Mann interpretó a Veronica, Alice Yourman interpretó a la madre de Archie, Mary Andrews y Arthur «Art» Kohl fue el padre de Archie, Fred Andrews.

### Televisión

#### Animación
- Archie Andrews apareció en The Archie Show, una serie de dibujos animados de 1968 producida por Filmation. También apareció en las diversas series derivadas producidos en el mismo formato desde 1969 hasta 1977: Archie's TV Funnies, The US of Archie, y otros. Dallas McKennon dio su voz para el personaje.
- Archie Andrews apareció en The New Archies, una recreación de 1987 de Archie y la pandilla. Archie fue retratado como un preadolescente en la secundaria. Él fue interpretado por J. Michael Roncetti.
- Archie Andrews apareció en Archie's Weird Mysteries con la voz de Andrew Rannells. En esta versión es un reportero del periódico escolar local.

#### Imagen real
- El 6 de mayo de 1990, NBC transmitió Archie: To Riverdale and Back Again, una película de televisión (y el cómic subsiguiente) que representa a los personajes como adultos 15 años después de su graduación de la escuela secundaria. Christopher Rich interpretó a Archie Andrews.
- Archie aparece en Riverdale, una serie de drama y misterio de The CW. KJ Apa interpreta a Archie.[9][10][11]

### Películas
- Archie Andrews apareció en The Archies in Jugman, con la voz de Andrew Rannells. La película se lanzó directamente para vídeo y se lleva a cabo después de Archie's Weird Mysteries.

### Videojuegos
- Archie aparece como un personaje en el videojuego móvil Crossy Road.